# Eupsophus roseus
Espèce
Statut de conservation UICN

 LC  : Préoccupation mineure
Eupsophus roseus est une espèce d'amphibiens de la famille des Alsodidae.

## Répartition
Cette espèce est endémique du Chili. Elle se rencontre entre 50 et 1 000 m d'altitude dans les provinces de Cautín, de Malleco, d'Arauco, de Biobío et de Valdivia.

## Taxinomie

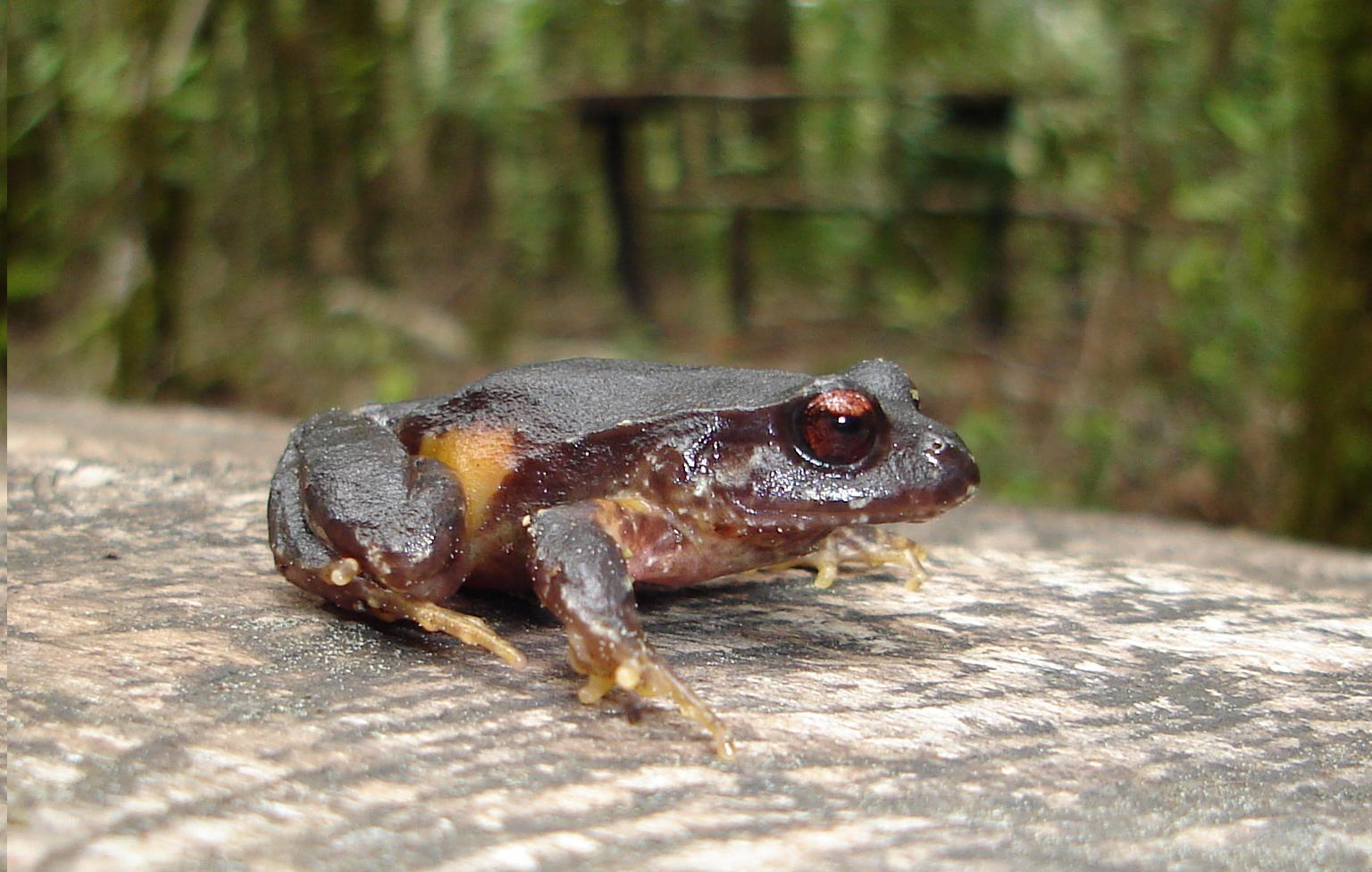
Eupsophus roseus

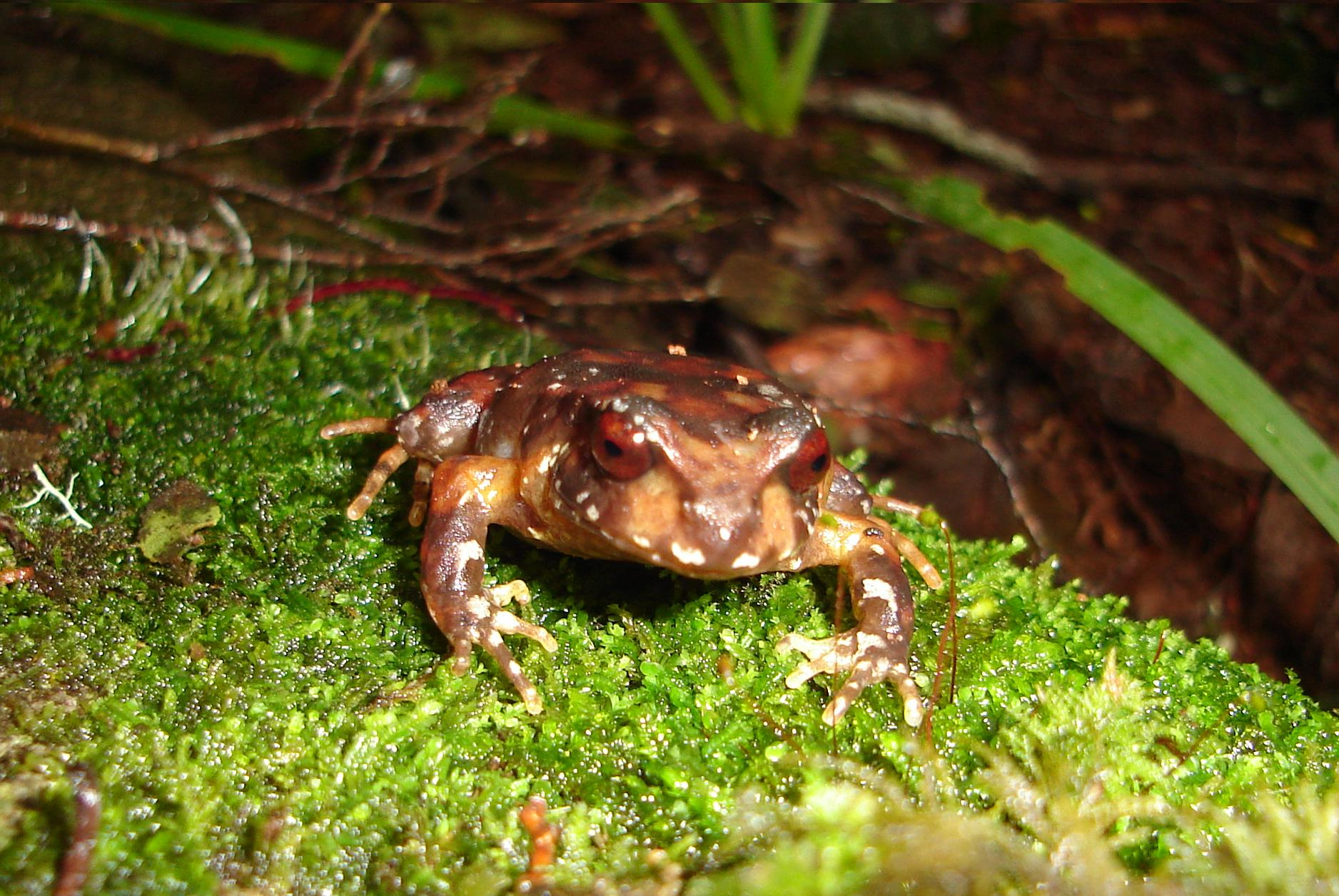
Eupsophus roseus

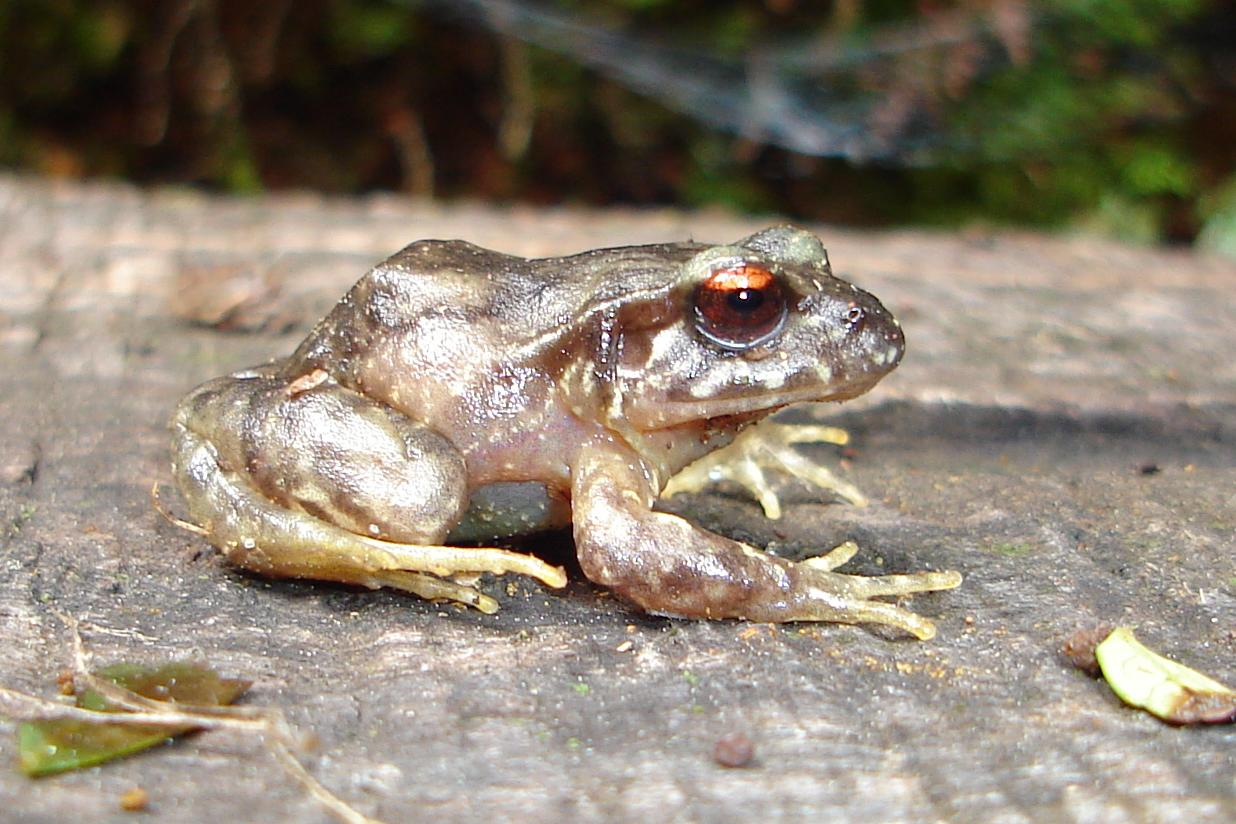
Eupsophus roseus

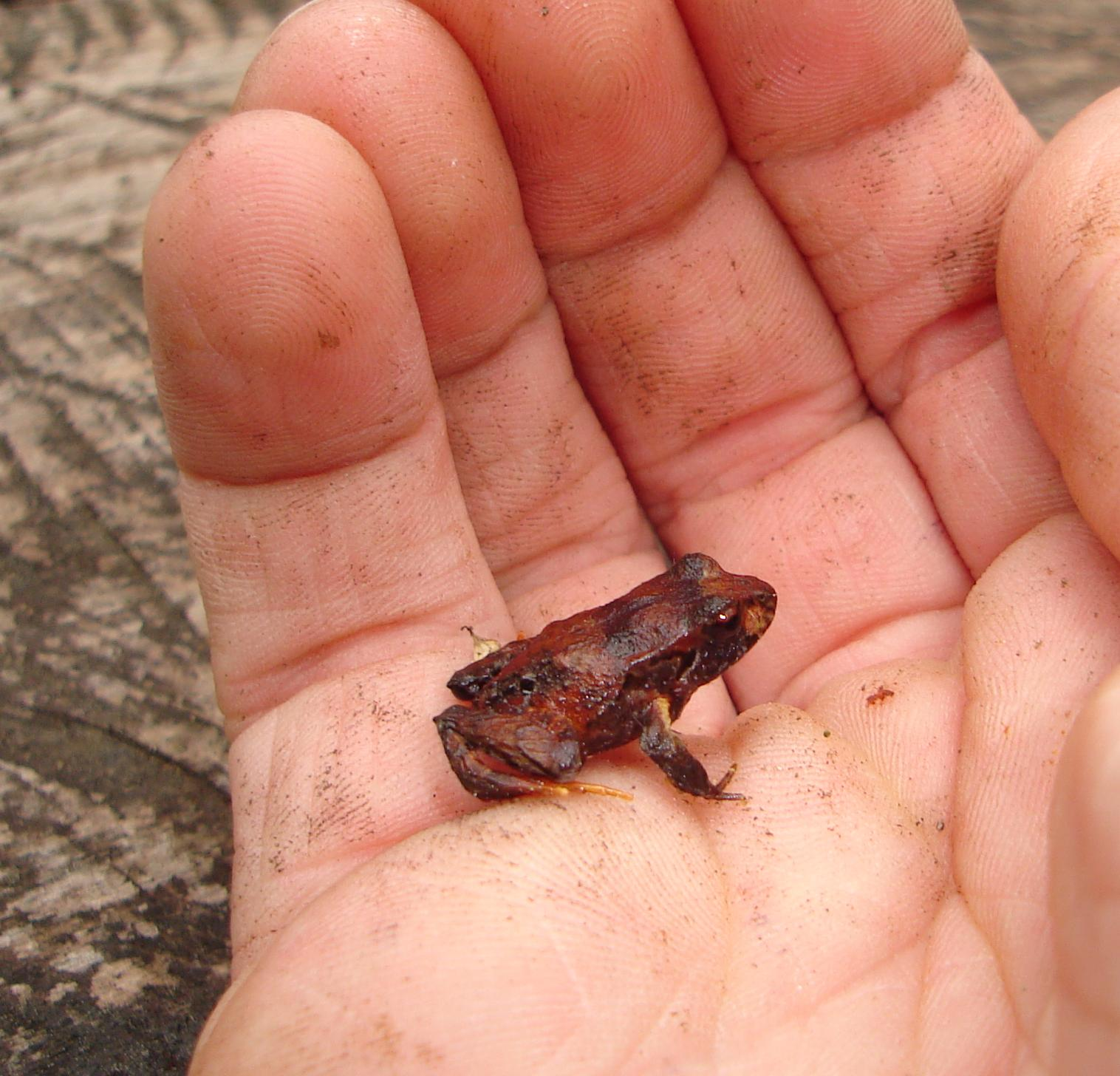
Eupsophus roseus

Cette espèce connait de nombreux synonymes :
- Cystignathus roseus Duméril & Bibron, 1841
- Borborocoetes bibronii Bell, 1843
- Borborocoetes grayi Bell, 1843
- Cystignathus sylvestris Tschudi, 1845
- Cyclorhamphus fasciatus Peters, 1869
- Borborocoetes pliciferus Werner, 1896
- Cystignathus nigrita Philippi, 1902
- Borborocoetes insularis var. ruber Philippi, 1902
- Cystignathus pallidus Philippi, 1902
- Cystignathus tympanicus Philippi, 1902
- Cystignathus boedeckeri Philippi, 1902
- Cystignathus oxyglossus Philippi, 1902
- Cystignathus fernandezi Philippi, 1902
- Cystignathus oreophilus Philippi, 1902
- Leptodactylus kreffti Werner, 1904
- Borborocoetes masareyi Roux, 1910
- Paludicola marmorata Gorham, 1966

## Publication originale
- Duméril & Bibron, 1841 : Erpétologie générale ou Histoire naturelle complète des reptiles. vol. 8, p. 1-792 (texte intégral).